# Поліміксини

Колістин

Поліміксин B (при R=H — це поліміксин B1, при R=CH_{3} — поліміксин B2)

Поліміксини (циклічні поліпептиди) — група антибіотиків, побудованих із циклічного пептиду і довгого гідрофобного хвоста. Вони руйнують структуру бактеріальної клітинної мембрани діючи на її фосфоліпіди. Синтезуються нерибосомальними білоксинтезуючими системами Грам-позитивних бактерій, наприклад Paenibacillus polymyxa, і є вибірково токсичними для Грам-негативних бактерій, завдяки особливості їх мембран (діють на ліпополіцукри, що містяться в мембрані).
Поліміксини В та Е (також відомий як Колістин) використовують для лікування Грам-негативних інфекцій. У зв'язку із зростанням проблеми резистентності мікроорганізмів, у 2005-2010 рр. цікавість до цієї групи препаратів зросла.

## Перелік
- Поліміксин М
- Поліміксин В
- Поліміксин Е (Колістин)

## Механізм дії
Після зв'язування з ліпополісахаридами (ЛПС) на зовнішній мембрані Грам-негативних бактерій, поліміксини розривають зовнішню і внутрішню мембрани. Гідрофобний хвіст підсилює ефект, діючи як детергент.
Якщо забрати гідрофобний хвіст поліміксину В і залишити лише нонапептид, що все ще може зв'язувати ЛПС, проте більше не здатен зруйнувати бактеріальну клітину. Але навіть так, нонапептид значно збільшує проникність бактеріальної клітинної стінки і мембрани до інших антибіотиків, а отже, викликає якийсь ступінь дезорганізації.
Грам-негативні бактерії можуть розвинути резистентність до поліміксинів, модифікуючи ЛПС, чим зменшують здатність цих антибіотиків з ним зв'язуюватись.

## Фармакокінетика
При введенні всередину антибіотиків цієї групи, не всмоктуються і створюють високу концентрацію в кишці. Найвища концентрація при парентеральному введенні досягається через 1-2 год. У плазмі на 50% зв'язуються з білками. Погано проникають через тканинні бар'єри. Повільно (60% протягом 3-4 днів) виводяться нирками і з жовчю. У високих концентраціях виявляються в сечі. При повторних ін'єкціях кумулюють.

## Спектр дії
Активні щодо грамнегативних бактерій, таких як E.coli, сальмонели, шигели, клебсієли, ентеробактерії, Pseudomonas aeruginosa. Помірно чутливі фузобактерії та бактероїди (крім B.fragilis).
Природною стійкістю володіють протей, серратії і вся Грам-позитивна флора.

## Показання до застосування
Гострі інфекції, викликані чутливими мікроорганізмами. Всередину — при інфекційно-запальних захворюваннях шлунково-кишкового тракту. Ін'єкційно — при сепсисі, бактеріємії, менінгіті, пневмоніях. Зовнішньо (або в порожнини) — захворювання сечових шляхів (цистит, уретрит), ЛОР — органів (отит, синусит, гайморит), шкіри (у тому числі інфіковані опіки, абсцес, флегмона, пролежні), кісток (остеомієліт), очей (кон'юнктивіт, кератит).

## Побічна дія
Побічна дія може провокувати ураження нирок (з'являється білок у сечі, в основному за рахунок альбумінів; зростає рівень азоту (сечовина, креатинін) в крові; спостерігається некроз епітелію канальців; порушується електролітний обмін) і нервової системи (запаморочення, атаксія, порушення свідомості, зору, сонливість, периферичні парестезії, у схильних пацієнтів — неможливість виконати рухи, параліч дихання і його зупинка; при інтратекальному введенні — менінгеальні симптоми), суперінфекція, кандидоз, алергічні реакції (шкірний висип, свербіж, кропив'янка, еозинофілія); при прийомі всередину — нудота, біль в епігастральній ділянці, зниження апетиту; при дом'язевому введенні — біль у місці ін'єкції, при довенному — тромбофлебіт.

## Протипоказання
Алегрія до препарату і його складових, порушення функції нирок, міастенія, вагітність та лактація. При зовнішньому застосувані антибіотики цієї групи протипоказані при розриві барабанної перетинки, великих за площею ураженнях шкіри.